# نوبوؤو أويماتسو
نوبوؤو أويماتسو (植松伸夫 أويماتسو نوبوؤو) هو ملحن ياباني ولد في 21 مارس 1959 في كوتشي.إنضم أويماتسو إلى سكوير إنكس، (سكوير سابقاً) في عام 1985, حيث التقى مبدع سلسلة (فاينل فانتسي) هيرونوبو ساكاجوتشي. وقد عملوا معا على العديد من الألقاب. وأبرزها فاينل فانتسي. بعد العمل قرابه ال20 عام لدى سكوير غادرها في سنة 2004 وأسس شركته الخاصة سمايل بليز، وكذلك شركة الإنتاج الموسيقي Dog Ear Records.

## أعماله في الأنمي

### مسلسلات أنمي تلفزيونية
- فاينل فانتسي: أنليميتد (تأليف النغمات الرئيسية)
- التنين الأزرق (بالتعاون مع ميغومي أوهاشي)
- غوين ساغا

### أفلام أنمي
- فاينل فانتسي VII: أدفنت تشيلدرن

## أعماله في ألعاب الفيديو
- سلسلة ألعاب فاينل فانتسي
  - فاينل فانتسي
  - فاينل فانتسي II
  - فاينل فانتسي III
  - فاينل فانتسي IV
  - فاينل فانتسي V
  - فاينل فانتسي VI
  - فاينل فانتسي VII
  - فاينل فانتسي VII ريميك (بالتعاون مع ماساشي هاماوزو وميتسوتو سوزوكي)
  - فاينل فانتسي VIII
  - فاينل فانتسي IX
  - فاينل فانتسي X (بالتعاون مع ماساشي هاماوزو وجونيا ناكانو)
  - فاينل فانتسي XI (بالتعاون مع ناوشي ميزوتا وكومي تانيوكا)
  - فاينل فانتسي XII (بالتعاون مع هيتوشي ساكيموتو)
  - فاينل فانتسي XIX
- كرونو تريغر (بالتعاون مع ياسونوري ميتسودا ونوريكو ماتسويدا)
- راد ريسر
- توم سوير (سكوير)
- بلو دراغون
- بلو دراغون 2
- بلو دراغون بلاس
- لوست أوديسي
- هانجوكو هيرو
- كينغز نايت
- سوبر سماش برذرز براول
- لاست ستوري
- ذا فاينل فانتسي لجند
- فاينل فانتسي لجند 2 (بالتعاون مع كينجي إيتو)
- فاينل فانتسي تاكتكس أدفانس (النغمة الرئيسية)
- ساكورا نوت
- التنين البلوري
- ذا ثري-دي باتلز أوف وورلد رانر
- غرانبلو فانتسي (بالتعاون مع تسوتومو ناريتا)
- لورد أوف اركانا (بالتعاون مع هيتوشي ساكيموتو, كينيتشيرو فوكوي و ساتوشي هينمي)
- نورن+نونيت (النغمة الرئيسية)
- تيرا باتل
- كروز تشيسر بلاستي (بالتعاون مع تاكاشي أونو)
- فانتسي لايف
- جوزاينغي: إينغيتسو سانغوكودين (بالتعاون مع كيفن بينكين)
- ميهو ناكاياما في ثانوية توكيميكي (بالتعاون مع توشيأكي إيماي)

## وصلات خارجية
- نوبوؤو أويماتسو على موقع IMDb (الإنجليزية)
- نوبوؤو أويماتسو على موقع روتن توميتوز (الإنجليزية)
- نوبوؤو أويماتسو على موقع ميوزك برينز (الإنجليزية)
- نوبوؤو أويماتسو على موقع إن إن دي بي (الإنجليزية)
- نوبوؤو أويماتسو على موقع أول ميوزيك (الإنجليزية)
- نوبوؤو أويماتسو على موقع ديسكوغز (الإنجليزية)
- نوبوؤو أويماتسو على موقع قاعدة بيانات الفيلم (الإنجليزية)
- نوبوؤو أويماتسو على موقع ANN person (الإنجليزية)